# Kościół Matki Bożej Anielskiej w Horoszkach Dużych
Kościół Matki Bożej Anielskiej – rzymskokatolicki parafialny kościół w Horoszkach Dużych, w diecezji drohiczyńskiej.

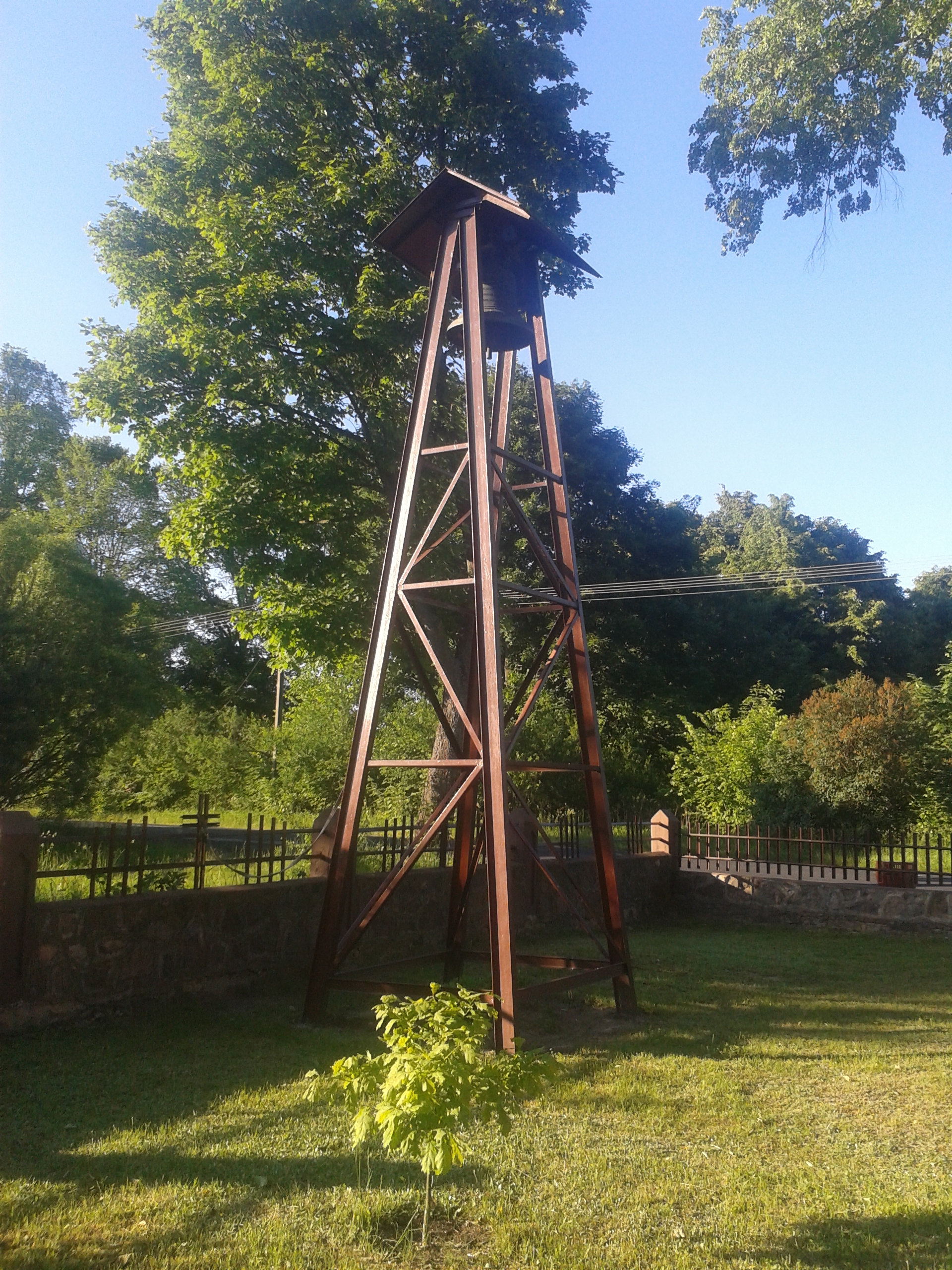
Dzwonnica

Kościół został zbudowany pod kierunkiem proboszcza parafii św. Elżbiety w Konstantynowie, Stanisława Golatowskiego, w latach 1933-1934. On też 2 sierpnia 1934 wyświęcił gotowy drewniany budynek. Początkowo obiekt był publiczną kaplicą, od 1938 - samodzielną filią duszpasterską obsługiwaną przez kapłanów z Konstantynowa. W 1944 został rozbudowany o dwie kaplice boczne i powtórnie wyświęcony. Samodzielną parafię w Horoszkach Dużych erygował w 1991 biskup siedlecki Jan Mazur.